# Slováci v Rumunsku
Slováci v Rumunsku (též rumunští Slováci) jsou slovenská národnostní menšina v hranicích moderního rumunského státu. Ve sčítání roku 2002 se ke slovenské národnosti přihlásilo 17 226 osob.
Jejich předkové se na toto území dostávali zpravidla migrací v 18. a 19. století v rámci habsburské monarchie. Na 20 tisíc těchto Slováků, tj. asi polovina tehdejšího počtu, přesídlilo po 2. světové válce do Československa v rámci tzv. reemigrace a byli usídleni převážně v českém a moravském pohraničí (Šumava, Jeseníky, Chebsko, Tachovsko, Sokolovsko, pozdější migrací také Znojemsko), za účelem nahrazení vysídlených německých obyvatel. Většina jich zde zakotvila natrvalo, menší část postupně odešla na Slovensko.
Dnešní slovenské obyvatelstvo v Rumunsku je soustředěno především v okolí města Nadlak při hranicích s Maďarskem a Srbskem (tzv. Dolní země) a v okolí tzv. Plopišských vrchů (ve starší literatuře též Sedmihradské Rudohoří) v bihorské a salažské župě na severozápadě Rumunska (obce Nová Huta - rum. Șinteu, Gemelčička - Făgetu, Budoi – Bodonoš, Boromlak – Borumlaca aj.), sekundárně též v přilehlých velkoměstech (Oradea, Arad). V těchto ohniscích se vzhledem k počtu a koncentraci Slováků dodnes udržuje slovenský jazyk a kultura. Existuje zde řada slovenských škol, včetně dvou středních, slovenské kulturní soubory a společná politická reprezentace Slováků a Čechů.
Historicky žilo větší množství Slováků také v okolí obcí Poiana Micului v Bukovině, Huta Certeze v satumarské župě a v řadě obcí timišské a karašské župy, tj. v rumunském Banátu (neplést však se známějšími českými vesnicemi v Banátu). Toto roztroušené slovenské obyvatelstvo, pokud po 2. sv. válce nepřesídlilo do Československa, většinou již podlehlo etnické asimilaci. Ještě dříve byli asimilováni Slováci roztroušení při severních hranicích dnešního Rumunska.